# Trichothyrsa bicolorella
Trichothyrsa bicolorella är en fjärilsart som beskrevs av Christian Johannes Amandus Sauber 1902. Trichothyrsa bicolorella ingår i släktet Trichothyrsa och familjen signalmalar. Inga underarter finns listade i Catalogue of Life.